# Khorugh
Khorugh er en by i det sydlige Tadsjikistan, med et indbyggertal (pr. 2000) på cirka 28.000. Byen er hovedstad i provinsen Gorno-Badakhshan, og ligger midt i Pamir-bjergkæden, på grænsen til nabolandet Afghanistan.